# Zwemvin

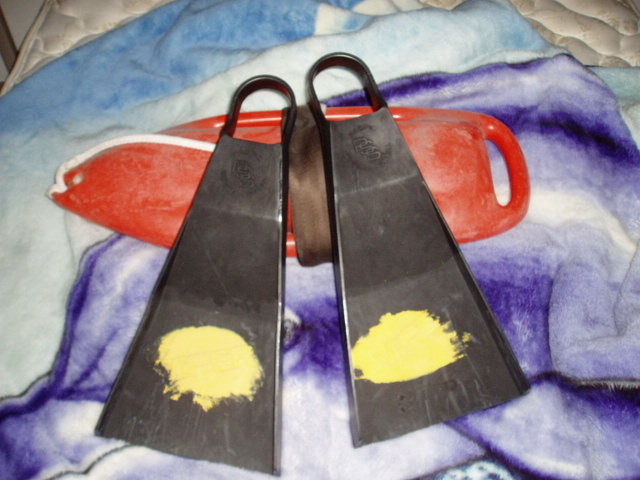
Zwemvinnen

Een zwemvin, zwemvlies, flipper of palm is onderdeel van een duikuitrusting bij duiksport. Een vin wordt aan de voet bevestigd.
Zwemvinnen worden gebruikt om makkelijker en sneller door het water te kunnen zwemmen bij bijvoorbeeld het snorkelen. Bij duiken is evenwicht het primaire doel om vinnen te dragen. Het secundaire doel bij duiken is voortbeweging. Er zijn ook zwembadvinnen die voornamelijk voor gebruik in het zwembad bedoeld zijn. Deze vinnen hebben een gesloten hielstuk en een soepel (rubberen) blad.
Vrijduikers en vinzwemmers maken gebruik van monovinnen; één enkele vin die aan beide voeten wordt aangetrokken en waarmee men kan zwemmen als een zeemeermin. Deze monovinnen helpen de zwemmer hoge snelheden te behalen.